# Edmond Barrett
Edmond Barrett, detto Ned (Rahela, 3 novembre 1877 – Londra, 19 marzo 1932), è stato un lottatore, tiratore di fune, pesista, discobolo e giavellottista britannico.

## Biografia
Ha partecipato alle olimpiadi di Londra del 1908 in tre differenti sport: nell'atletica ha concorso alle gare di getto del peso, di lancio del disco e lancio del giavellotto; nella lotta ha concorso alle gare di lotta greco-romana e lotta libera, dove ha conquistato una medaglia di bronzo; nel tiro alla fune conquistando una medaglia d'oro. Alle olimpiadi di Stoccolma del 1912 ha partecipato alla gara di lotta greco-romana.
È il fratello gemello dell'olimpionico John Barrett.

## Palmarès
In carriera ha conseguito i seguenti risultati:
- Giochi olimpici

Londra 1908: oro nel tiro alla fune e bronzo nella lotta libera.